# Purpuricenus wieneckii
Purpuricenus wieneckii är en skalbaggsart som först beskrevs av Vollenhoven 1871.  Purpuricenus wieneckii ingår i släktet Purpuricenus och familjen långhorningar. Inga underarter finns listade i Catalogue of Life.